# Kriegerdenkmal Neue Neustadt

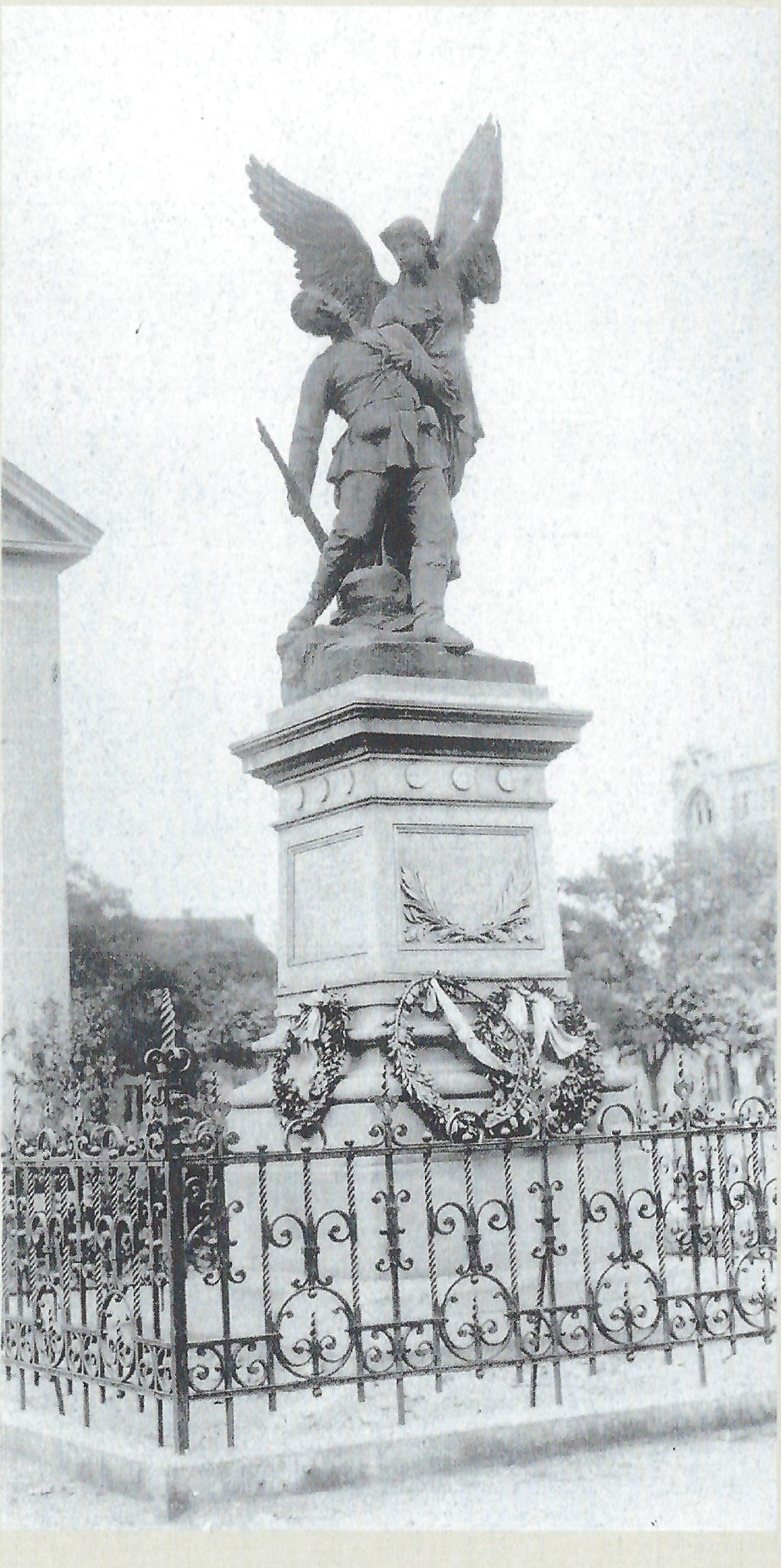
Kriegerdenkmal in der Neuen Neustadt, Anfang der 1890er Jahre

Das Kriegerdenkmal Neue Neustadt war ein Kriegerdenkmal im Magdeburger Stadtteil Neue Neustadt, das nicht erhalten ist.

## Lage
Das Denkmal stand zentral in der Neuen Neustadt auf dem Nicolaiplatz, westlich vor der St.-Nicolai-Kirche.

## Gestaltung und Geschichte
Errichtet wurde das Denkmal im Jahr 1885 zum Gedenken an die Gefallenen der Neustadt-Magdeburg im Deutsch-Dänischen Krieg von 1864, im Deutschen Krieg von 1866 und im Deutsch-Französischen Krieg von 1870/1871.
Es entstand ein hoher Sockel, auf dem eine Skulptur thronte. Sie stellte einen zusammenbrechenden, von einer Kugel getroffenen Soldaten dar, der an seiner linken Seite von einem Engel gestützt wurde. Der dem Soldaten zugewandte Engel wies mit seiner linken Hand zum Himmel.
An der nach Westen weisenden Vorderseite des Denkmals befand sich am Sockel die Inschrift:
An den übrigen Seitenflächen des Sockels standen die Namen der Gefallenen aus der Neustadt. Die Einfriedung des Denkmals bestand aus einem schmiedeeisernen Gitterzaun.